# HAOK Rijeka
Hrvatski akademski odbojkaški klub Rijeka hrvatski je ženski odbojkaški klub iz Rijeke. Osnovan je 2012. spajanjem sa ŽOK Rijeka.
Natječe se u Hrvatskom prvenstvu i Ligi prvaka. Domaće utakmice igraju u Dvorani Mladosti kapaciteta 3.950 mjesta.
Sjedište kluba nalazi se na Trgu Viktora Bubnja 1 u Rijeci. Djevojčad ima 5 ekipa: najmlađe kadetkinje (do 13 godina), mlađe kadetkinje, kadetkinje, juniorke i seniorke.

## Postignuća
Hrvatski kup
- pobjednice: 2012.[2]
- finalistice: 2019.

## Poznate igračice
- Samanta Fabris